# Ulrich Kiesow
Ulrich Kiesow (* 3. Juni 1949 in Blumenkamp; † 30. Januar 1997 in Wassenberg) war ein deutschsprachiger Fantasy-Autor und der geistige Schöpfer des erfolgreichsten deutschen Rollenspiels Das Schwarze Auge (DSA).

## Überblick
Neben zahlreichen DSA-Abenteuern und Regelwerken verfasste er Romane, die auf dem Kontinent Aventurien spielen, der fiktiven Spielwelt des Schwarzen Auges. Für das inzwischen eingestellte Rollenspiel-Magazin Wunderwelten sowie das DSA-Hausmagazin Aventurischer Bote schrieb er unter dem Pseudonym Andreas Blumenkamp satirische Artikel, verfasste unter dem gleichen Pseudonym aber auch ernsthafte offizielle Abenteuer.

## Leben und Werk
Kiesow war zunächst Kunstlehrer in Nordrhein-Westfalen. Er arbeitete nebenberuflich als Übersetzer englischsprachiger Texte, insbesondere aus dem Fantasy-Bereich. So übertrug er die erste Ausgabe des wichtigsten englischsprachigen Rollenspiels Dungeons & Dragons ins Deutsche. 1983 gründete Kiesow mit Werner Fuchs und Hans Joachim Alpers den Verlag Fantasy Productions, der als Versandhaus für Fantasy-Literatur, Zinnfiguren und Tabletop-Zubehör begann. Im selben Jahr brachten Kiesow und Fuchs das erste professionelle deutschsprachige Rollenspiel auf den Markt: Schwerter und Dämonen, eine Übersetzung des englischen Tunnels & Trolls. Das Schwarze Auge, das aus Kostengründen nicht selbst produziert werden konnte, wurde von Kiesow im Auftrag von Schmidt Spiele und in Zusammenarbeit mit Fuchs, Alpers und Ina Kramer zeitgleich konzipiert und 1984 mit einer begleitenden Werbekampagne veröffentlicht. Bis zu seinem Tod war Kiesow Chefredakteur des Schwarzen Auges, er war hauptverantwortlich für sämtliche Regelwerke und -editionen sowie die Beschreibung der Spielwelt Aventurien.
1987 wurde Kiesow erstmals als Romanautor tätig. Sein Fantasyroman Die Gabe der Amazonen war einer der ersten Romane in der Spielwelt des Schwarzen Auges. In der Folge fungierte er auch als Herausgeber der im Heyne Verlag erschienenen Reihe von DSA-Romanen. Eröffnet wurde sie 1995 durch seinen eigenen Roman Der Scharlatan, der später auch in einer englischen Ausgabe erschien. Dem waren einige Veröffentlichungen in anderen Verlagen vorausgegangen (→ Liste der Aventurien-Romane).
Kiesow musste nach einem schweren Herzinfarkt im August 1995 lange intensivmedizinisch betreut werden. In dieser Zeit nahm er die Arbeit an einem Wenn das Rad zerbricht betitelten Roman auf. Zwei Tage nach Fertigstellung des Buches, das schließlich als Das zerbrochene Rad publiziert wurde, starb er 1997 an den Nachwirkungen des Herzanfalls. „Das zerbrochene Rad“ ist in der von Kiesow geprägten Phantasiewelt ein Todessymbol. Viele Autoren im Umfeld des Rollenspiels Das Schwarze Auge betrachten Kiesow als schriftstellerisches Vorbild, was sich nicht zuletzt durch die zahlreichen Widmungen in den diversen zugehörigen Publikationen ausdrückt.
Kiesow war mit der Das-Schwarze-Auge-Autorin Ina Kramer verheiratet und später mit Britta Herz langjährig liiert.

## Werke (Auswahl)
- Die Gabe der Amazonen. Fantasy Productions, [Düsseldorf] 1987, ISBN 3-89064-503-8. Neuausgabe:
Die Gabe der Amazonen. Wilhelm Heyne Verlag, München 1996, ISBN 3-453-10971-6 (18. Roman der Heyne-Roman-Reihe Das Schwarze Auge).
- Der Scharlatan. Wilhelm Heyne Verlag, München 1995, ISBN 3-453-08676-7 (1. Roman der Heyne-Roman-Reihe Das Schwarze Auge).
- Das zerbrochene Rad. Ein Roman aus der Welt des Schwarzen Auges. Wilhelm Heyne Verlag, München 1997, ISBN 3-453-13368-4. Hardcover; als Taschenbuch in zwei Bänden:
Das zerbrochene Rad. Dämmerung. Wilhelm Heyne Verlag, München 2001, ISBN 3-453-18805-5 (56. Roman der Heyne-Roman-Reihe Das Schwarze Auge).
Das zerbrochene Rad. Nacht. Wilhelm Heyne Verlag, München 2001, ISBN 3-453-18810-1 (57. Roman der Heyne-Roman-Reihe Das Schwarze Auge).